# Valentín Pimstein
Pour les articles homonymes, voir Weiner.
Valentín Pimstein Weiner (né le 9 août 1925 à Santiago du Chili et mort le 27 juin 2017) est un producteur chilien.

## Filmographie

### Telenovelas
- 1994 : Marimar
- 1992 : Carrusel de las Américas
- 1992 : María Mercedes
- 1991 : La Pícara Soñadora
- 1989 : Carrusel
- 1989 : Simplemente María
- 1987 : Rosa salvaje
- 1986 : Monte Calvario
- 1985 : Vivir un poco
- 1985 : Los años pasan
- 1984 : Principessa
- 1984 : Los años felices
- 1984 : Guadalupe
- 1983 : La fiera
- 1983 : Chispita
- 1983 : Amalia Batista
- 1982 : Bianca Vidal
- 1982 : Déjame vivir
- 1982 : Vanessa
- 1981 : El hogar que yo robé
- 1980 : Verónica
- 1980 : Soledad
- 1980 : Sandra y Paulina
- 1980 : Pelusita
- 1980 : Colorina
- 1980 : Ambición
- 1979 : J.J. Juez
- 1979 : Los ricos también lloran
- 1979 : Lágrimas negras
- 1979 : El cielo es para todos
- 1978 : Viviana
- 1978 : Mamá campanita
- 1977 : Rina
- 1977 : Humillados y ofendidos
- 1977 : La Venganza
- 1976 : Mi hermana la Nena
- 1975 : Barata de primavera
- 1975 : Pobre Clara
- 1974 : Mundo de juguete
- 1974 : Siempre habrá un mañana
- 1974 : Ha llegado una intrusa
- 1973 : Mi rival
- 1973 : Los que ayudan a Dios
- 1973 : El honorable señor Valdez
- 1973 : Amarás a tu prójimo
- 1972 : Aquí está Felipe Reyes
- 1971 : El amor tiene cara de mujer
- 1971 : La recogida
- 1970 : El mariachi
- 1970 : Encrucijada
- 1970 : Yesenia
- 1970 : Angelitos negros
- 1970 : La gata
- 1969 : Cadenas de angustia
- 1969 : La familia
- 1969 : Rosario
- 1969 : Una plegaria en el camino
- 1968 : Rubí
- 1968 : Cruz de amor
- 1968 : Fallaste corazón
- 1968 : Mariana
- 1968 : Aurelia
- 1968 : Chucho el Roto
- 1967 : Un ángel en el fango
- 1967 : Incertidumbre
- 1967 : El cuarto mandamiento
- 1967 : Obsesión
- 1967 : Las víctimas
- 1967 : El usurpador
- 1967 : Angustia del pasado
- 1967 : Anita de Montemar
- 1966 : La duquesa
- 1966 : Cita en la gloria
- 1966 : El ídolo
- 1966 : Vértigo
- 1966 : El corrido de Lupe Reyes
- 1966 : María Isabel
- 1965 : La sembradora
- 1965 : Corona de lágrimas
- 1964 : Siempre tuya
- 1964 : Central de emergencia
- 1963 : Pablo y Elena
- 1963 : Madres egoístas
- 1963 : La culpa de los padres
- 1963 : La mesera
- 1963 : El secreto
- 1962 : El profesor Valdez
- 1961 : Elena
- 1958 : Gutierritos

### Films
- 1964 : Napoleoncito
- 1960 : Bala perdida
- 1960 : Vivir del cuento
- 1960 : Las tres pelonas
- 1957 : The Living Idol